# 阿夫尔河畔蒙蒂尼
阿夫尔河畔蒙蒂尼（法語：Montigny-sur-Avre，法語發音：[mɔ̃tiɲi syʁ avʁ]）是法国厄尔-卢瓦省的一个市镇，属于德勒区。

## 地理
阿夫尔河畔蒙蒂尼（48°43'46"N, 1°1'19"E）面积7.26 平方千米，位于法国中央-卢瓦尔河谷大区厄尔-卢瓦省，该省份为法国北部内陆省份，北起顺时针与厄尔省、伊夫林省、埃松省、卢瓦雷省、卢瓦-谢尔省、萨尔特省和奧恩省接壤。
与阿夫尔河畔蒙蒂尼接壤的市镇（或旧市镇、城区）包括：库尔泰耶、阿夫尔河畔蒂利耶尔、贝鲁拉米洛蒂耶尔、费桑维利耶-马唐维利耶、吕埃伊-拉加德利耶尔。
阿夫尔河畔蒙蒂尼的时区为UTC+01:00、UTC+02:00（夏令时）。

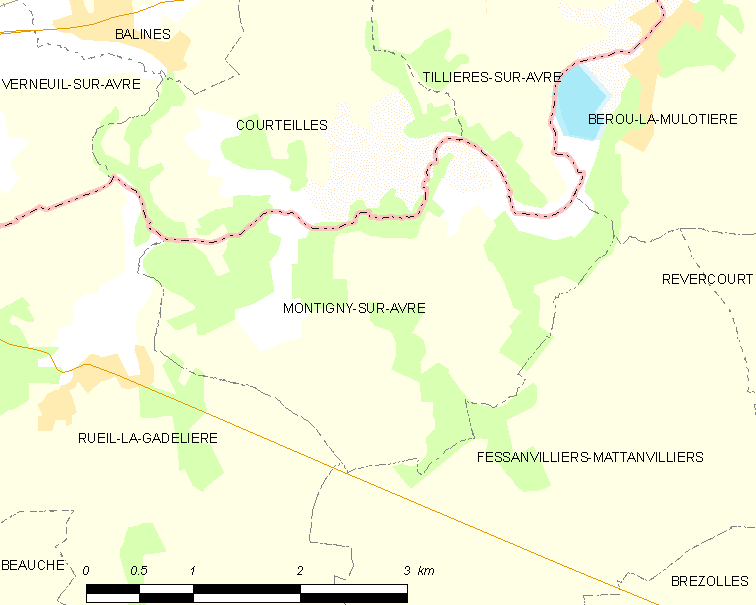
阿夫尔河畔蒙蒂尼的OSM定位图

## 行政
阿夫尔河畔蒙蒂尼的邮政编码为28270，INSEE市镇编码为28263。

## 政治
阿夫尔河畔蒙蒂尼所属的省级选区为圣吕班德容什雷县。

## 人口

1962-2008年间阿夫尔河畔蒙蒂尼人口变化图示

阿夫尔河畔蒙蒂尼于2022年1月1日时的人口数量为272人。